# 1485 Isa
1485 Isa је астероид главног астероидног појаса чија средња удаљеност од Сунца износи 3,029 астрономских јединица (АЈ).
Апсолутна магнитуда астероида је 11,4 а геометријски албедо 0,013.